# مالونتی
مالونتی (به چکی: Malonty) یک منطقهٔ مسکونی در جمهوری چک است که در ناحیه تشسکی کروملوو واقع شده‌است. مالونتی ۶۱٫۲۸ کیلومتر مربع مساحت و ۱٬۲۴۰ نفر جمعیت دارد و ۶۸۱ متر بالاتر از سطح دریا واقع شده‌است.